# Мислещо радио
Мислещо радио (на английски: Cognitive radio) e вид безжична комуникация, при което или типът на мрежата или изпращачът променят параметрите си за да предаване ефективно с лицензирани или нелицензирани потребители. Промяната на параметрите се базира на активно наблюдаване на различни фактори в мрежата или заобикалящата го среда, като радиочестотен спектър, поведение на потребителите или състояние на мрежата.